# Chocolate Remix
Chocolate Remix es un proyecto argentino de reguetón lésbico y feminista, liderado por la cantante, compositora y productora Romina Bernardo, también conocida como "Choco".

## Origen

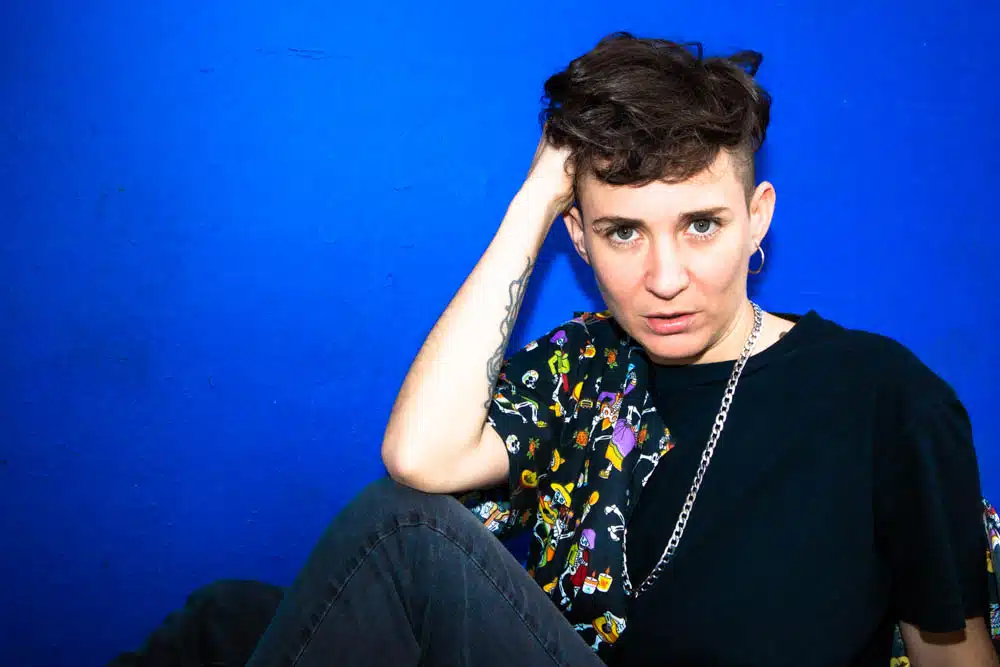
Romina Bernardo, intérprete de Chcolate remix en 2023

El proyecto inició en 2013, cuando Romina creó la canción "Nos hagamos cargo" y la compartió en la plataforma Facebook. La cantante tenía la intención de satirizar sobre el estereotipo del hombre en el reguetón, así como de experimentar qué ocurría si una mujer lesbiana se involucraba en un género integrado principalmente por hombres.
Su primer espectáculo fue en una fiesta LGBT en Argentina, acompañada de varias bailarinas. Debido a las redes sociales y al apoyo de grupos feministas, el grupo y la propuesta han tenido gran repercusión, por lo que Romina Bernardo comenzó a dedicarse a él de manera profesional.

## Características
La agrupación se caracteriza por el uso de la sátira, de la descripción de actos sexuales en los que las mujeres toman un papel más activo, a diferencia del reguetón más tradicional, el cual se ha asociado con el machismo y con el concepto de la mujer como "objeto sexual". Asimismo, pretende demostrar que cualquier género musical puede ser machista sin importar su música, sino con sus letras. Por otro lado, se ha involucrado en temas de violencia de género con el tema "Ni una menos", en alusión a las protestas por los feminicidios en Argentina.

## Controversias
En 2017, la plataforma YouTube censuró el video de la canción "Como me gusta a mí".
De la misma manera que ha recibido apoyo de feministas, también ha sido blanco de críticas y rechazo tanto de otras posturas feministas como de grupos más conservadores, tanto por sus letras como por sus presentaciones con bailarinas.

## Éxitos
Su primer disco se llama "Sátira", haciendo alusión al humor y el ridículo. Ha sido presentado en dos giras.
- "Nos hagamos cargo", 2013
- "Lo que las mujeres quieren", 2014
- "Ni una menos", 2017
- "Bien Bow", remake de la canción "Dembow" de Shabba Ranks.[8]